# Thermoplasma volcanium
Thermoplasma volcanium es una arquea moderadamente termoacidófila aislada de fuentes hidrotermales  ácidas y fumarolas. No tiene pared celular y no es móvil. Es anaerobia facultativa. No hay clasificaciones filogenéticas anteriores para este organismo. Thermoplasma volcanium se reproduce asexualmente mediante fisión binaria y no es patógena.

## Descubrimiento y aislamiento
Thermoplasma volcanium fue aislada de fuentes hidrotermales ácidas de las orillas de Vulcano, Italia por Segerer et al. en 1988. Segerer et al. tomaron 20 muestras aeróbicas y 110 anaeróbicas de fumarolas de Italia, Islandia, los Estados Unidos, y Java, Indonesia. Las muestras de ambos ambientes (aeróbicos y anaeróbicos) contenían individuos del género Thermoplasma, pero eubacteria con forma de barra solamente fueron observados en las muestras aeróbicas. El pH de las muestras fue 0.5-6.5, y la temperatura fue 25 °C-102 °C. Thermoplasma volcanium fue cultivado a 57 °C usando medio de cultivo Darland modificado (0.05% MgSO4, 0.02% (NH4)2SO4, 0.025% CaCl2*2H2O, y 0.1% extracto de levadura) con una concentración de glucosa reducida. Segerer et al. establecieron condiciones aeróbicas y anaeróbicas para hacer crecer a todos los microbios posibles tomados de los campos de solfataras, dependiendo del funcionamiento metabólico particular de cada microbio. Al medio se le aplicó un enfriador de aire en un agitador de glicerol para los microbios con respiración aeróbica para el procesamiento metabólico. El medio anaeróbico contenía cantidades menores de azufre, con un proporción de nitrógeno a dióxido de carbono de 4:1. Después de dos días a tres semanas de cultivo, en una de las muestras anaeróbicas, aparecían microbios con morfología similar de la conocida para Thermoplasma . Cultivos de estos microbios eran capaces de crecer en medio anaeróbico.

### Etiología
El nombre Thermoplasma se deriva de los sustantivos griegos therme que significa "calor" y plasma,  que significa "forma de algo." Volcanium procede del adjetivo latino volcanium, que significa "perteneciente a Volcanus," el dios romano del fuego y protector de los herreros. La leyenda dice que él vivió cerca del volcán Vulcano (isla Vulcano, archipiélago de las islas Eolias o Lípari, Sicilia, Italia) donde las cepas de esta especie fueron encontradas.

## Características

### Morfología
La morfología general de Thermoplasma volcanium implica formas diferentes dependiente en su ubicación dentro de la curva de crecimiento. Durante la fase de crecimiento logarítmico temprana, las células poseen todas las modalidades de forma, incluyendo forma de coco, disco, y barra de aproximadamente 0.2-0.5 micrómetros. Durante el crecimiento estacionario y logarítmico final, las células son principalmente esféricas y pueden producir brotes de 0.3 micrómetros de diámetro, que científicos creen contienen ADN. Cada célula posee solamente un flagelo en un extremo (flagelo polar). Los aislados de Thermoplasma volcanium no tienen envoltura celular ni pared celular.

### Genoma
Kawashima et al. secuenció el genoma total de Thermoplasma volcanium usando clonación fragmento. Thermoplasma volcanium posee una genoma circular compuesto de 1.58 megabps (Mbp) con un total de 1,613 genes, 1,543 de que codifican proteínas. El contenido GC del genoma es 39.9%. Thermoplasma volcanium difiere de Thermoplasma acidophilum, que tiene un contenido de GC aproximadamente 7% más grande del de Thermoplasma volcanium. No se ha visto correlación significativa entre la temperatura óptima de crecimiento y el contenido de GC.
Lasecuenciación del genoma de varias arqueas ha demostrado una correlación positiva entre la temperatura óptima de crecimiento y la presencia de combinaciones específicas de dinucleótidosde purina y pirimidina. El ADN de Thermoplasma volcanium es más flexible que el ADN de otras arqueas debido de la presencia de conformaciones de purina/pirimidina, en comparación con las arqueas hipertermófilas que contienen la mayoría de purina/purina o pirimidina Emparejamientos/pirimidina.

### Crecimiento óptimo
Como otras arqueas, Thermoplasma volcanium es extremófilo, específicamente un termoacidófilo. También es altamente móvil, por flagelos.  Se encuentra en las fuentes hidrotermales, aguas termales, solfataras, volcanes, y otros lugares acuáticos de calor extremo, pH bajo, y alta salinidad.  La falta de pared celular es lo que permite a Thermoplasma volcanium sobrevivir y crecer a temperaturas de 33-67 °C (óptimo 60 °C) y pH de 1.0-4.0 (óptimo 2.0). Para compensar la falta de la pared celular, una membrana celular especializada está presente dentro de las especies de arqueas; la membrana celular se compone de moléculas unidas por éter de glicerol y ácidos grasos.

### Metabolismo
Thermoplasma volcanium es un quimioorganoheterótrofo facultivo anaeróbico que también es capaz de metabolismo litótrofo vía respiración anaerobia de azufre. Sus donantes de electrones son compuestos orgánicos de carbono simples a partir de extractos celulares, y sus aceptores de electrones son oxígeno durante respiración aeróbica y azufre elemental durante respiración anaeróbica. En condiciones estrictamente anaerobias, la ausencia de azufre reduce el crecimiento de los aislados, pero todavía hay una pequeña cantidad de crecimiento observable, atribuible a un aceptor de electrones que no ha sido identificado. Porque puede crecer en medio que contiene levadura y glucosa, es posible que Thermoplasma volcanium también recoja carbono de otros microbios cerca de respiraderos hidrotermales.
La temperatura de crecimiento óptima se correlaciona con la presencia de proteínas individuales en arqueas, especialmente la de proteínas que median vías metabólicas específicas. Por ejemplo, en la mayoría de las hipertermófilas, los precursores de las proteínas de hemo se desnaturalizan a las temperaturas altas a que estos microorganismos prosperan. Por lo tanto, esta ruta metabólica o bien se pierde o se modifica para adaptarse a estas condiciones extremas. En Thermoplasma volcanium, sin embargo, la mayoría de proteínas implicadas en la producción de hemo permanecen intactas. La mayoría de arqueas hipertermófilas utilizan girasa inversa y topoisomerasa VI para modificar la superhelicidad de su ADN, pero el genoma de Thermoplasma volcanium's usa girasa y topoisomerasa I. De esta manera, Thermoplasma volcanium puede sugerir los mecanismos que subyacen a las adaptaciones evolutivas que permitieron a las arqueas sobrevivir en ambientes calurosos.

## Relación aThermoplasma acidophilum
Thermoplasma volcanium es un pariente cercano de Thermoplasma acidophilum. Thermoplasma acidophilum fue aislado de las mismas fuentes hidrotermales ácidas y fumarolas que Thermoplasma volcanium, lo que es índice de la relación cercana entre los dos y sus características extremófilas. Las dos especies son muy móviles, les falta pared celular, y tienen proteínas de tipo histonas homólogas.  Esto indica que ambas sufrieron una evolución divergente de loseukaryotas. La homología entre su ADN es mínima, pero suficiente para justificar la separación de ambas especies.

## Investigaciones

### HU histona ADN-proteína de unión
Los investigadores Kawashima et al. mostraron que el genoma de Thermoplasma volcanium codifica la proteína histona que empaqueta el ADN y encontraron un segmento llamado huptvo. Genes similares que codifican proteínas HU han sido descubiertas en muchas genomas bacterianos, y son un componente vital del ADN bacteriano y las funciones metabólicas. Investigaciones adicionales en esta proteína pudieran ayudar a determinar las relaciones evolutivas entre las interacciones proteína-ADN en bacterias y arqueas. La capacidad de Thermoplasma volcanium de funcionar en ambientes aeróbicos y anaeróbicos, ha hecho que sea una parte importante de la investigación sobre la hipótesis de endosimbiosis.

### Usos potenciales en biotecnología
Las características extremófilas y la falta de una pared celular permite que Thermoplasma volcanium funcione a altas temperaturas y niveles altos de acidez. Thermoplasma volcanium tiene metabolismo anaeróbico y puede utilizar la respiración de azufre, lo que puede ser utilizado comercialmente en la minería de carbón y la industria petrolera para eliminar dióxido de azufre del carbón. La quema de carbón es una de las mayores contribuciones hechas por humanos al dióxido de azufre de la atmósfera. Este gas pueden formar compuestos nocivos, como el ácido sulfúrico, agente de la lluvia ácida. Las bacterias que se han demostrado ser capaces de realizar desulfuración (como Thermoplasma volcanium) pueden ser aisladas y utilizadas para identificar, aislar, y clonar los genes y enzimas asociadas con la desulfuración. El nivel de actividad de la vía de desulfuración debe ser incrementado si se quiere aprovechar para usos comerciales o ecológicos. Esto podría hacerse por la regulación positiva de la expresión de genes relevantes o por el aumento del número de copias de estos genes. También podría hacerse aumentando el rendimiento del producto de la vía. Si es posible aprovechar las características extremófilas de Thermoplasma volcanium, a continuación, las operaciones industriales podrán ser más eficientes y así producir menos azufre, lo que significa menos lluvia ácida. Esto también pudiera ofrecer información sobre el papel de azufre en el calentamiento global.

## Lecturas complementarias
- Dahche, Hanan; Abdullah, AbdulShakur; Ben Potters, M.; Kennelly, Peter J. (2008). «A PPM-family protein phosphatase from the thermoacidophile Thermoplasma volcanium hydrolyzes protein-bound phosphotyrosine». Extremophiles 13 (2): 371-377. ISSN 1431-0651. doi:10.1007/s00792-008-0211-5.
- Kanoh, Yoshitaka (mayo de 2014). «Structural insight into glucose dehydrogenase from the thermoacidophilic archaeon Thermoplasma volcanium». Acta Crystallographica Section D 70: 1271-1280. doi:10.1107/s1399004714002363.
- Kawashima T; Amano N; Koike H (diciembre de 2000). «Archaeal adaptation to higher temperatures revealed by genomic sequence of Thermoplasma volcanium». Proceedings of the National Academy of Sciences 97 (26): 14257-62. PMC 18905. PMID 11121031. doi:10.1073/pnas.97.26.14257. Consultado el 4 de septiembre de 2013.
- Kennelly, Peter J (4 de abril de 2014). «Protein Ser/Thr/Tyr Phosphorylation in the Archaea». The Journal of Biological Chemistry 289: 9480-9487. doi:10.1074/jbc.R113.529412.
- Kocabiyik S; Ozdemir I; Zwickl P; Ozdoğan S (octubre de 2010). «Molecular cloning and co-expression of Thermoplasma volcanium proteasome subunit genes». Protein Expression and Purification 73 (2): 223-30. PMID 20460155. doi:10.1016/j.pep.2010.05.004. Consultado el 4 de septiembre de 2013.